# Toma de Málaga (1487)
Se conoce como la toma de Málaga al asedio llevado a cabo en 1487 mediante el cual los Reyes Católicos conquistaron la ciudad de Málaga a al Reino nazarí de Granada, en el contexto de la guerra de Granada. El asedio duró unos cuatro meses de duración y supuso un episodio sangriento en la guerra final por la conquista del Reino nazarí de Granada.

## Historia
La ciudad de Málaga estaba defendida por una muralla y por arrabales igualmente amurallados. La alcazaba estaba comunicada con el castillo de Gibralfaro mediante una coracha doblemente amurallada. Lo defendían 15 000 gomeres africanos y guerreros malagueños [cita requerida].
El rey Fernando el Católico salió de Córdoba con un ejército de 20 000 jinetes, 50 000 peones y 8000 soldados de apoyo. A este contingente se unió la artillería mandada por Francisco Ramírez de Madrid que salió de Écija. El ejército tomó la decisión de atacar primero Vélez-Málaga para posteriormente avanzar sobre Málaga.
Los espías de los nazaríes transmitieron los movimientos de los cristianos, sin embargo, tanto Málaga como Vélez-Málaga se encontraban sin su señor, el entonces Mohammad XII (hasta hace poco considerado como Mohammad XIII), emir de Granada desde 1485. Los habitantes de Vélez escaparon a las montañas y al castillo de Bentomiz. [cita requerida]
La táctica del rey Fernando le dio la iniciativa al Duque de Cádiz el cual, tras montar una empalizada, durante varios días asedió Gibralfaro hasta abrir una pequeña brecha en un muro. Sin embargo cuando la toma parecía inminente los granadinos contraatacaron con una incursión nocturna que causó algunas bajas a los cristianos entre ellos los familiares más directos del Duque que salieron heridos.
Hubo un gran desaliento y por ello Fernando hizo venir a Isabel para animar a sus hombres, pero esto casi cuesta la vida a la propia Reina debido a un atentado planeado desde intramuros por un santón musulmán llamado Ibrahim el Guerbi.[cita requerida]
En lo puramente militar las bombardas de Fernando fueron cambiadas de emplazamiento para apuntar a una torre que precedía un puente de acceso. Sin embargo los artilleros cristianos idearon una forma nada convencional de volar aquel punto de resistencia, colocando un cañón cargado de pólvora debajo del edificio. Esta voladura propinó un fuerte golpe moral a los defensores musulmanes.[cita requerida]

Agobiados por el calor y el desabastecimiento las tropas nazaríes lanzaron una última desesperada ofensiva sobre el campamento cristiano, que fracasó debido a la superioridad del ejército de los Reyes Católicos. Tras este episodio vinieron las capitulaciones que se cerraron el 18 de agosto. Así pues los musulmanes se rindieron y el ejército castellano entró en la ciudad.[cita requerida]

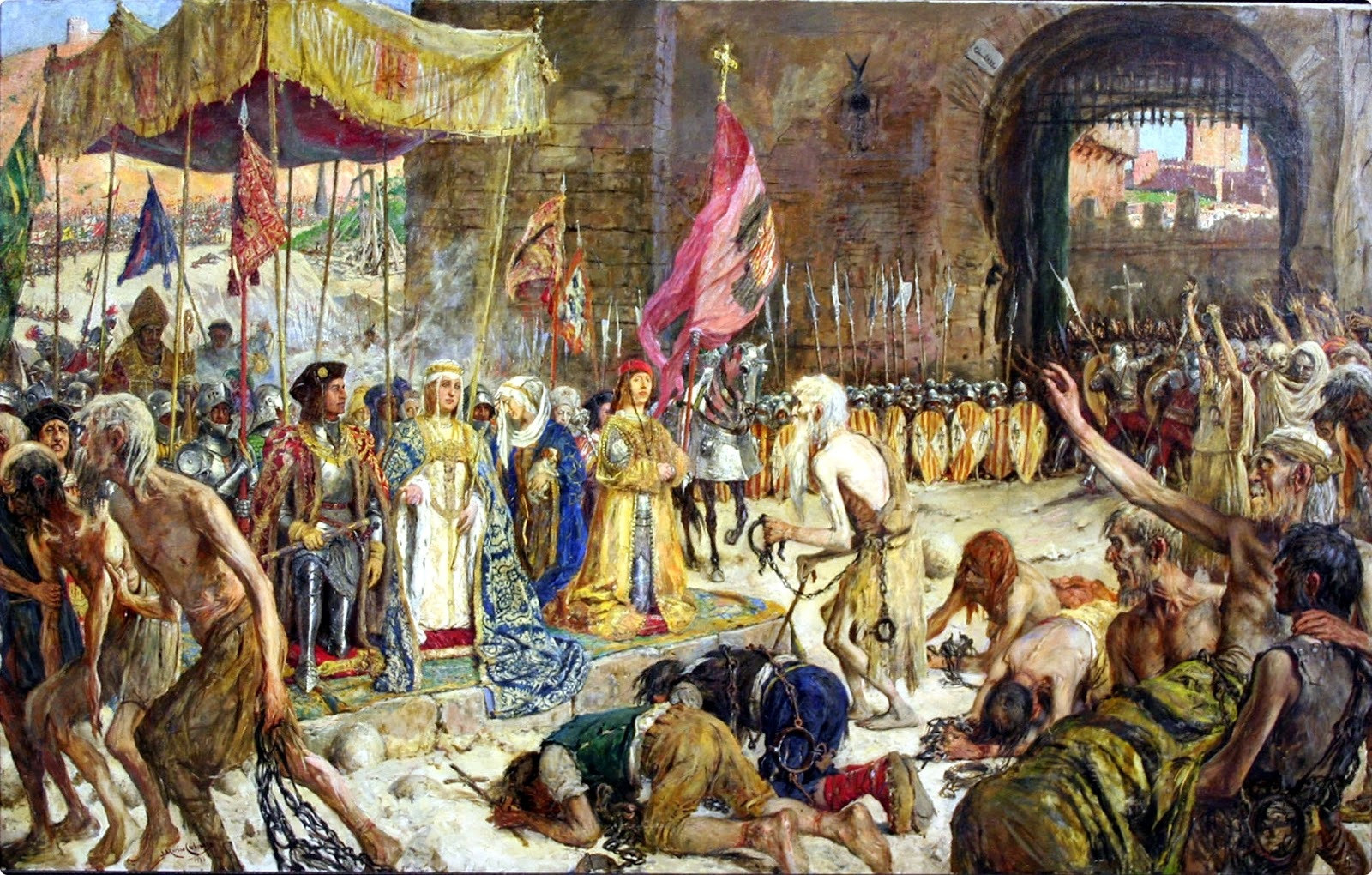
Liberación de los cautivos de Málaga por los Reyes Católicos de José Moreno Carbonero. 1930. (Museo de Málaga).

El asedio de la ciudad fue uno de los más largos de la conquista, duró varios meses y cortó el suministro de alimentos, rindiéndose el 13 de agosto de 1487 y entrando los reyes triunfalmente el 18 de agosto. La población fue castigada a la esclavitud o a pena de muerte, con excepción de veinticinco familias que pudieron permanecer en Málaga, como mudéjares, en el recinto de la morería. La conquista de Málaga supuso un durísimo y definitivo golpe para el reino nazarí de Granada que perdía así su principal puerta marítima.
El rey Fernando II de Aragón decidió aplicar un castigo excepcional y se negó a conceder una capitulación honrosa para los vencidos. Excepto el grupo del mercader Alí Dordux, que rindió la ciudad a espaldas del arráez Hamad al Tagrí o El Zegrí, que resistiría en el castillo de Gibralfaro unos días más. Los 15 000 supervivientes fueron convertidos en esclavos.
En pago a las tropas que acompañaban a los conquistadores se produjeron los repartimientos. Entre 5000 y 6000 cristianos extremeños, leoneses, castellanos, gallegos y levantinos repoblaron la provincia, de los que unos mil se asentaron en la capital. En un primer momento se levantaron cuatro parroquias en la ciudad: las iglesias del Sagrario —dedicada a San Pedro, fundada en 1488 y reconstruida en el siglo XVIII—, San Juan, Santiago y Santos Mártires. La ciudad se extendió extramuros con la creación de los conventos de La Trinidad, Capuchinos, Los Ángeles y el Santuario de la Victoria.